# Andrij Slinkin
Andrij Wiktorowycz Slinkin, ukr. Андрій Вікторович Слінкін (ur. 19 lutego 1991 w Odessie) – ukraiński piłkarz, grający na pozycji obrońcy.

## Kariera piłkarska

### Kariera klubowa
Wychowanek Szkoły Piłkarskiej Czornomoreć Odessa. Występował w juniorskich mistrzostwach Ukrainy (DJuFL) w klubach UkrPoszta Odessa, Junha-Czorne More Odessa i DJuSSz-11 Czornomoreć Odessa. W sierpniu 2008 rozpoczął karierę piłkarską w drużynie rezerw Czornomorca Odessa, a 6 października 2010 debiutował w podstawowym składzie klubu. Latem 2012 został wypożyczony na pół roku do PFK Sumy. 9 lutego 2014 został wypożyczony do słowackiego klubu FK Senica. W styczniu 2016 został wypożyczony do mołdawskiego klubu Zarea Bielce. 17 czerwca 2016 przeniósł się do Dacii Kiszyniów. W styczniu 2017 wrócił do Zarea Bielce. 19 lutego 2018 zasilił skład Desny Czernihów, w której grał do 6 czerwca 2019. Potem bronił barw MFK Mikołajów. 4 lutego 2020 wrócił do Czornomorca Odessa.

## Sukcesy i odznaczenia

### Sukcesy klubowe
Czornomoreć Odessa
- finalista Pucharu Ukrainy: 2013

Dacia Kiszyniów
- zdobywca Pucharu Mołdawii: 2016

Desna Czernihów
- brązowy medalista Pierwszej ligi Ukrainy: 2017/18